# Francesco I Gonzaga
Francesco I Gonzaga (Mantova, 1366 – Cavriana, 7 marzo 1407) è stato un condottiero italiano, IV capitano del popolo di Mantova.

## Biografia

Stemma di Francesco I tra il 1389 e il 1391.

Stemma dei Gonzaga dal 1394.

Succeduto nel 1382 al padre Ludovico I Gonzaga, ne ereditò due anni dopo anche i titoli e le prerogative ufficiali.
La sua politica, in un momento assai turbolento per le piccole signorie del nord Italia, dovette spesso barcamenarsi tra la Repubblica di Venezia e la sempre più potente famiglia dei Visconti di Milano. Proprio in quest'ottica va visto il suo matrimonio, risalente al 1380, con Agnese, figlia di Bernabò Visconti, la cui tragica vicenda (conclusasi con la pubblica decapitazione nel 1391 dopo un'accusa, con ogni probabilità falsa, di adulterio) riflette il mutamento delle alleanze del marito e il suo timore nei confronti di Gian Galeazzo Visconti, astro nascente della politica italiana, che aveva appena spodestato il padre di lei.
Un'importante concessione imperiale venne concessa il 7 luglio 1383 a Francesco da Venceslao di Lussemburgo: ricevette la nomina a vicario per sé e "per i suoi eredi maschi legittimi e successori".
Nel 1385 concesse un prestito iniziale di 25.000 ducati al marchese di Ferrara Niccolò II d'Este per l'edificazione del Castello Estense.
Sull'origine della sua famiglia, nel 1392 Francesco scriveva a papa Bonifacio IX:
Nel 1393 Francesco Gonzaga sposò in seconde nozze Margherita Malatesta, che portò ai Gonzaga la malattia ereditaria del rachitismo, che si manifestò periodicamente nei signori di Mantova fino al XVI secolo. Gli anni successivi videro la pericolosa rottura del Gonzaga con Gian Galeazzo Visconti e il suo successivo avvicinamento a Venezia. Un tentativo di allagare Mantova, causando una piena del Mincio, da parte dei milanesi non andò a buon fine e la morte improvvisa, nel 1402, del Conte di Virtù, pose fine al conflitto.
Francesco Gonzaga è ricordato per la sua attività di costruttore: fece edificare il Castello di San Giorgio, la facciata gotica del Duomo di Mantova, il campanile della Basilica di Sant'Andrea e il Santuario di Santa Maria delle Grazie a Curtatone.
Nel 1394 ricevette da papa Bonifacio IX il titolo di conte di Gonzaga, titolo che non usò mai in quanto premeva sull'imperatore per ricevere quello più ambito di marchese di Mantova. Il 2 dicembre dello stesso anno l'imperatore Venceslao IV, re di Boemia, concesse a Francesco I di inquartare lo stemma dei Gonzaga del leone di Boemia.
Durante il suo governo Francesco stipulò con la Francia nel 1396 un trattato di alleanza che proiettò lo Stato gonzaghesco fuori dai confini padani ma gli procurò la scomunica del papa Bonifacio IX.
Il 28 agosto 1397 condusse la battaglia di Governolo a difesa dei territori mantovani contro i Visconti di Milano.
Dopo la morte della moglie (1399), forse per sfuggire alla peste, Francesco intraprese un pellegrinaggio in Terra santa, affidando la reggenza del governo al cognato Carlo Malatesta. Nello stesso anno dona al Volto Santo di Sansepolcro un calice d'argento. Tornato in patria nel 1402 partecipò alla Battaglia di Casalecchio alleato dei Visconti contro i Bentivoglio.

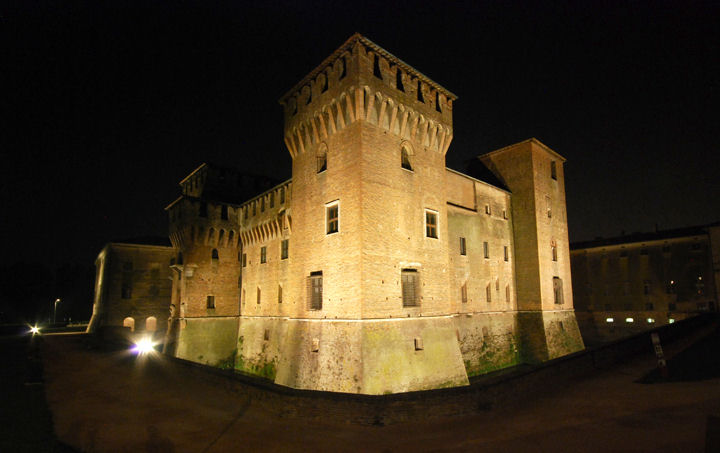
Mantova, castello di San Giorgio, fatto edificare da Francesco Gonzaga.

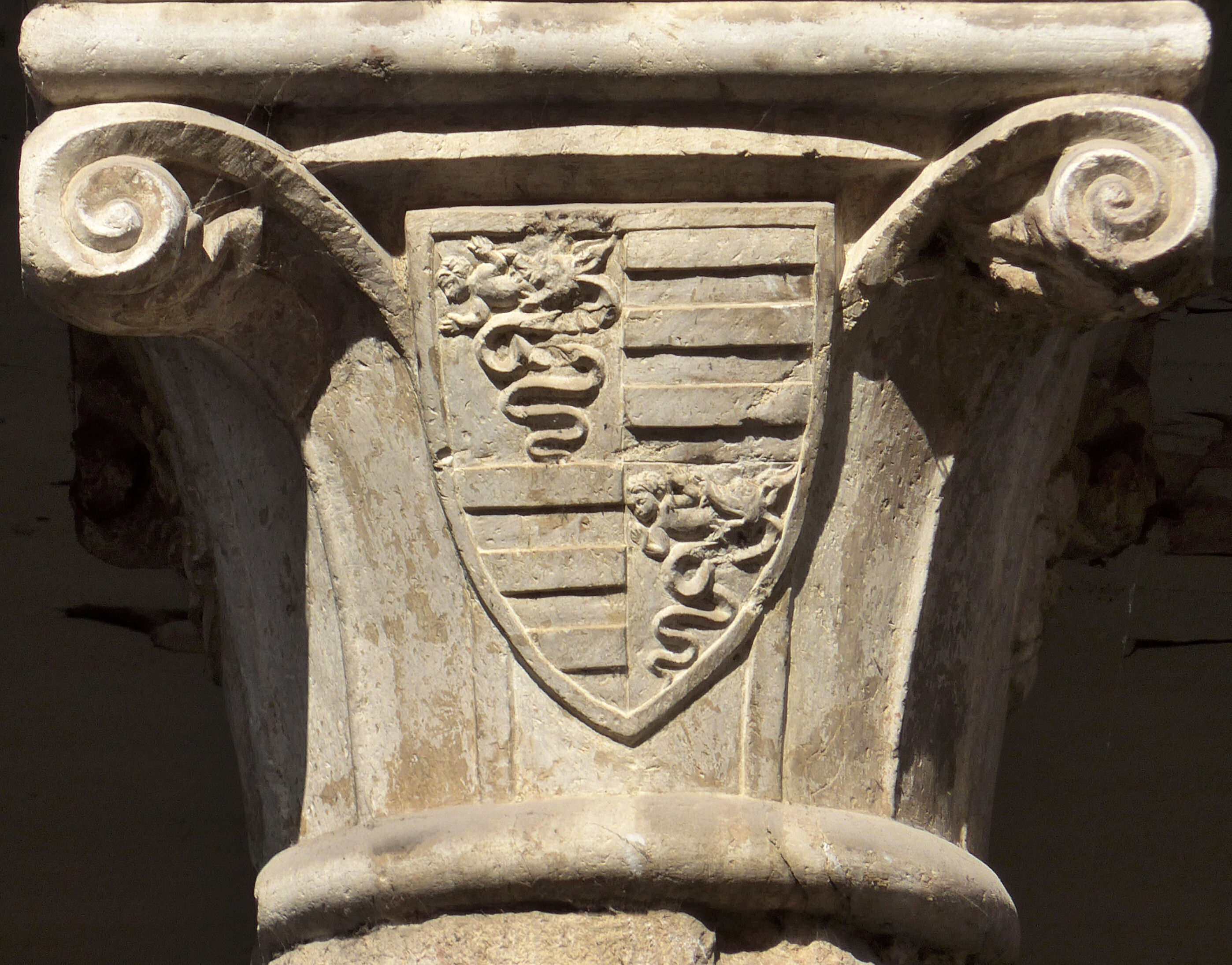
Mantova, stemma di Francesco I Gonzaga

Sotto la sua signoria Francesco I fece eseguire importanti opere architettoniche. Intraprese la costruzione del Santuario della Beata Vergine delle Grazie alle porte di Mantova, del Castello di San Giorgio e il rifacimento della Cattedrale di San Pietro.
Francesco I si occupò anche di crittografia al fine di rendere sicuri gli scambi di corrispondenza tra i Gonzaga e i suoi ambasciatori, pratica iniziata sin dal 1367 col suo predecessore Guido. Chiamò alla sua corte il crittografo cremonese Martino Ghisolfi, che nel suo Quaternetus ziffrarum M.ci D.N. exemplatum per me Martinum de Ghisulphis eius scribam de anno 1406, raccolse i codici (composti da simboli, figure geometriche, lettere e numeri) che vennero utilizzati per cifrare i messaggi.
Ottenne il titolo di marchese da Venceslao nel 1403, ma poiché quest'ultimo venne deposto, il suo atto venne ritenuto nullo. Francesco morì nel 1407 nel suo castello di Cavriana senza che il nuovo imperatore potesse confermargli il titolo tanto ambito.

Venne sepolto nella Chiesa di San Francesco, mausoleo di famiglia.

## Matrimoni e discendenza
Dal primo matrimonio con Agnese Visconti (1363-91), Francesco ebbe una figlia:
- Alda (1381-1405), che sposò nel 1397 Francesco III da Carrara, figlio di Francesco Novello da Carrara, signore di Padova.

Del secondo matrimonio con Margherita Malatesta (1370-99), Francesco ebbe due figli:
- Gianfrancesco (1395–1444), suo successore e I marchese di Mantova;
- Susanna Gonzaga, morta giovane.

Francesco ebbe anche sei figli naturali, forse figli di Giovannina Pirovano:
- Giovanni (?-1439), uomo d'armi;
- Guido[12][13]
- Antonia, sposò Feltrino II Gonzaga;
- Diomede;
- Guglielmo;
- Gigliola.

## Ascendenza
|                     |                        |                           | Genitori                              |  |  | Nonni |  |  | Bisnonni        |  |  | Trisnonni     |  |
|                     |                        |                           |                                       |  |  |       |  |  | Luigi I Gonzaga |  |  | Guido Corradi |  |
|                     |                        |                           |                                       |  |  |       |  |  | Luigi I Gonzaga |  |  | Guido Corradi |  |
|                     |                        | Estrambina di San Martino |                                       |  |  |       |  |  | Luigi I Gonzaga |  |  |               |  |
| Guido Gonzaga       |                        |                           |                                       |  |  |       |  |  | Luigi I Gonzaga |  |  |               |  |
|                     |                        | Richilda Ramberti         | Ramberto Ramberti                     |  |  |       |  |  |                 |  |  |               |  |
|                     |                        | Richilda Ramberti         | Ramberto Ramberti                     |  |  |       |  |  |                 |  |  |               |  |
|                     |                        | Richilda Ramberti         | Margherita di Almerico dei Lavellongo |  |  |       |  |  |                 |  |  |               |  |
| Ludovico I Gonzaga  |                        | Richilda Ramberti         |                                       |  |  |       |  |  |                 |  |  |               |  |
|                     |                        | Edoardo I di Bar          | Enrico III di Bar                     |  |  |       |  |  |                 |  |  |               |  |
|                     |                        | Edoardo I di Bar          | Enrico III di Bar                     |  |  |       |  |  |                 |  |  |               |  |
|                     |                        | Edoardo I di Bar          | Eleonora d'Inghilterra                |  |  |       |  |  |                 |  |  |               |  |
| Beatrice di Bar     |                        | Edoardo I di Bar          |                                       |  |  |       |  |  |                 |  |  |               |  |
|                     |                        | Maria di Borgogna         | Roberto II di Borgogna                |  |  |       |  |  |                 |  |  |               |  |
|                     |                        | Maria di Borgogna         | Roberto II di Borgogna                |  |  |       |  |  |                 |  |  |               |  |
|                     |                        | Maria di Borgogna         | Agnese di Francia                     |  |  |       |  |  |                 |  |  |               |  |
| Francesco I Gonzaga |                        | Maria di Borgogna         |                                       |  |  |       |  |  |                 |  |  |               |  |
|                     | Aldobrandino II d'Este | Obizzo II d'Este          |                                       |  |  |       |  |  |                 |  |  |               |  |
|                     | Aldobrandino II d'Este | Obizzo II d'Este          |                                       |  |  |       |  |  |                 |  |  |               |  |
|                     | Aldobrandino II d'Este | Jacopina Fieschi          |                                       |  |  |       |  |  |                 |  |  |               |  |
| Obizzo III d'Este   | Aldobrandino II d'Este |                           |                                       |  |  |       |  |  |                 |  |  |               |  |
|                     |                        | Alda Rangoni              | Tobia Rangoni                         |  |  |       |  |  |                 |  |  |               |  |
|                     |                        | Alda Rangoni              | Tobia Rangoni                         |  |  |       |  |  |                 |  |  |               |  |
|                     |                        | Alda Rangoni              | Caracosa di Ugolino Lupi              |  |  |       |  |  |                 |  |  |               |  |
| Alda d'Este         |                        | Alda Rangoni              |                                       |  |  |       |  |  |                 |  |  |               |  |
|                     |                        | Iacopo Ariosti            | Bonifazio Ariosti                     |  |  |       |  |  |                 |  |  |               |  |
|                     |                        | Iacopo Ariosti            | Bonifazio Ariosti                     |  |  |       |  |  |                 |  |  |               |  |
|                     |                        | Iacopo Ariosti            | …                                     |  |  |       |  |  |                 |  |  |               |  |
| Lippa Ariosto       |                        | Iacopo Ariosti            |                                       |  |  |       |  |  |                 |  |  |               |  |
|                     |                        | …                         | …                                     |  |  |       |  |  |                 |  |  |               |  |
|                     |                        | …                         | …                                     |  |  |       |  |  |                 |  |  |               |  |
|                     |                        | …                         | …                                     |  |  |       |  |  |                 |  |  |               |  |
|                     |                        | …                         |                                       |  |  |       |  |  |                 |  |  |               |  |